# Cerynea ovata
Cerynea ovata là một loài bướm đêm trong họ Erebidae.